# Le Flambeau (recueil de nouvelles)
Pour les articles homonymes, voir Flambeau.
Le Flambeau est un recueil de nouvelles d'Agatha Christie, publié en France en 1981.
Le recueil de 1981 est composé de neuf nouvelles fantastiques, et consiste en une adaptation partielle du recueil britannique The Hound of Death and Other Stories de 1933, en reprenant sept des douze nouvelles.
En 1991, dans le cadre de la collection « Les Intégrales du Masque », le recueil reprend la composition exacte du recueil britannique, soit douze nouvelles.

## Composition du recueil de 1981
1. Le Flambeau (The Lamp)
2. Le Chien de la mort (The Hound of Death)
3. Le Cas étrange de sir Arthur Carmichael (The Strange Case of Sir Arthur Carmichael)
4. Dans un battement d'ailes (The Call of Wings)
5. La Gitane (The Gipsy)
6. La Vivante et la morte (The Fourth Man)
7. Fleur de magnolia (Magnolia Blossom)
8. La Dernière Séance (The Last Seance)
9. Le Miroir (A Glass Darkly)

## Variations de l'édition de 1991
En 1991, dans le cadre de la collection « Les Intégrales du Masque », le recueil reprend la composition exacte du recueil britannique The Hound of Death and Other Stories de 1933. Le recueil comprend alors douze nouvelles : onze nouvelles fantastiques et une nouvelle policière (Témoin à charge).
Cinq nouvelles précédemment publiées dans d'autres recueils sont ajoutées au recueil :
- Le Signal rouge (The Red Signal)
- S.O.S. (S.O.S.)
- T.S.F. (Wireless)
- Témoin à charge (The Witness for the Prosecution)
- Le Mystère du vase bleu (The Mystery of the Blue Jar)

Deux nouvelles sont supprimées et intégrées dans d'autres recueils :
- Fleur de magnolia (Magnolia Blossom)
- Le Miroir (A Glass Darkly)

## Éditions
- Le Flambeau : 9 contes, anthologie composée par François Guérif, Librairie des Champs-Élysées, coll. « Les Grands Contes fantastiques », Paris, 15 octobre 1981, 218 p.  (ISBN 2-7024-1257-2)
- Le Flambeau (avant-propos de François Guérif), Librairie des Champs-Élysées, coll. « Le Masque » n° 1882, Paris, 1987, 185 p.  (ISBN 2-7024-1763-9)
- Le Flambeau (avant-propos de François Guérif), Librairie des Champs-Élysées, coll. « Club des Masques » n° 584, Paris, 1988, 185 p.  (ISBN 2-7024-1809-0)

Suivent une série d'éditions dont il reste à déterminer si elles reprennent la composition du recueil français de 1981 ou celle du recueil britannique de 1933 :
- Le Flambeau (traduction de Jean-Paul Martin), Librairie des Champs-Élysées, coll. « Le Masque » n° 1882, Paris, 1992, 255 p.  (ISBN 2-7024-2316-7) – Réédité en 1999 dans la même collection avec une pagination moindre (219 p.) et le même ISBN
- Le Flambeau (traduction de Jean-Paul Martin), Librairie des Champs-Élysées, coll. « Club des Masques » n° 584, Paris, 1999, 219 p.  (ISBN 2-7024-1809-0) (ISBN de l'édition de 1988)
- Le Flambeau (traduction de Jean-Paul Martin), Librairie générale française, coll. « Le Livre de poche » n° 18207, Paris, 2001, 219 p.  (ISBN 2-253-18207-9)
- Le Flambeau (traduction de Jean-Paul Martin), Hachette collections, coll. « Agatha Christie » n° 48, Lille, 2005, 285 p.  (ISBN 2-84634-416-7)